# Serie Special

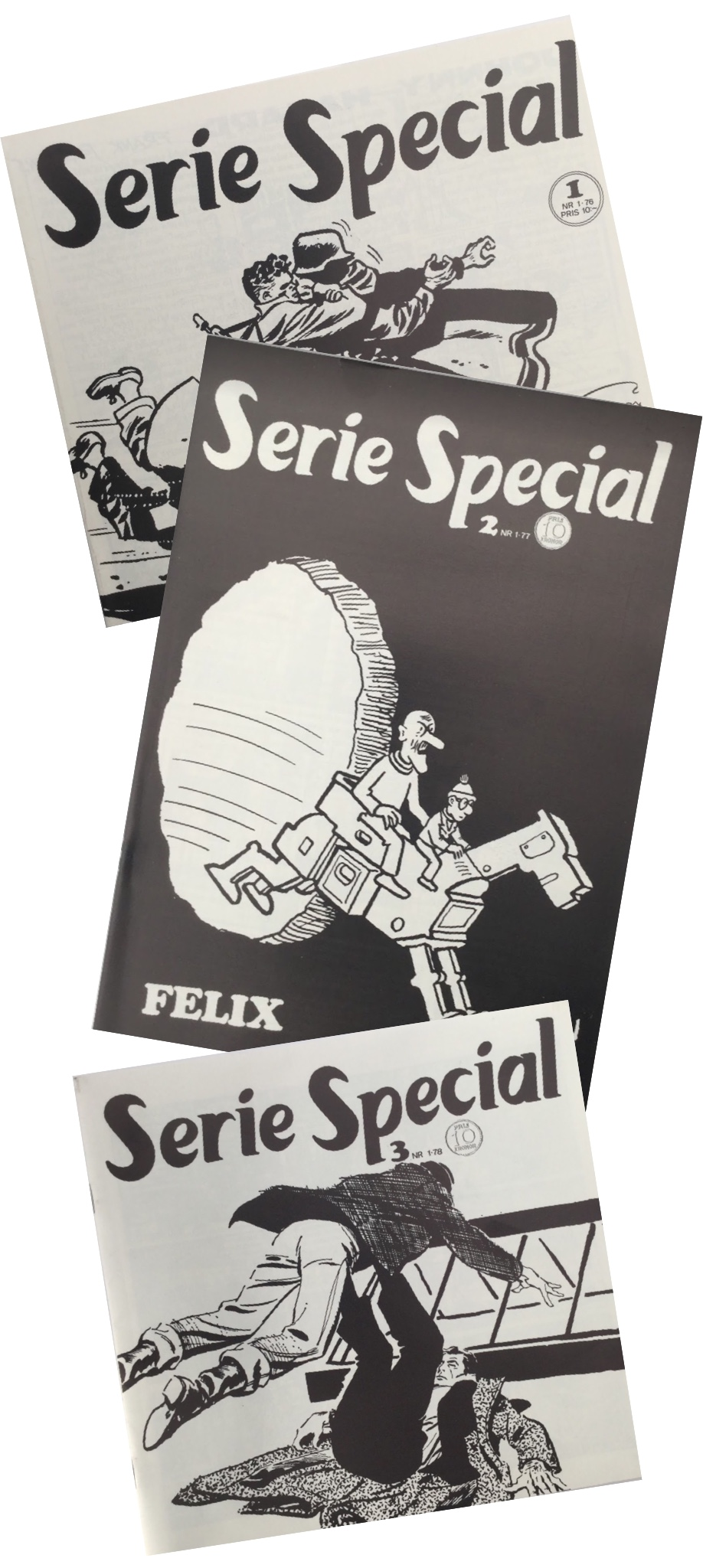
Roger Schaeder var utgivare av SerieSpecial

SerieSpecial var en svensk serietidning. Den gavs ut av Roger Schaeder med tre nummer 1976-78, var tryckt i offset på kvalitetspapper och innehöll olika äventyrsserier:  
- Nr 1 (1976) innehåller ett äventyr med Johnny Hazard (31 oktober 1946–18 januari 1947) av Frank Robbins.
- Nr 2 (1977) innehåller ett äventyr med Felix (från april 1969) av Jan Lööf. Dessutom ingår serien Intercity incident av Daan Jippes, känd som Kalle Anka-tecknare.
- Nr 3 (1978) innehåller ett äventyr med Secret Agent Corrigan (4 december 1967–17 februari 1968) av Archie Goodwin och Al Williamson.

Utgivningen var ett rent ”fan”-projekt i syfte att återge serier oredigerade, på det sätt de var ämnade att publiceras i dagspress.